# Siegmund Imanuel
Siegmund Imanuel, bis 1809 Salomon Jacob Imanuel, auch Siegmund Immanuel, (* 2. September 1790 in Hamburg; † 23. Dezember 1847 in Minden) war ein deutscher Gymnasiallehrer. Als Leiter des Mindener Gymnasiums setzte er überregional wirksame Innovationen durch.

## Leben
Siegmund Imanuel kam als Sohn des Gewürzhändlers Jacob Moses Emanuel und dessen Gattin Liebe, geborene Beit, in Hamburg zur Welt. Er erhielt zunächst Privatunterricht und konnte anschließend dank der Unterstützung seines Großvaters Marcus Salomon Beit das Christianeum in Altona besuchen. Dies war das seinerzeit einzige naheliegende Gymnasium, das Kinder jüdischen Glaubens aufnahm und an dem Emanuel die Prima ablegte. 1803 wechselte er an die Gelehrtenschule des Johanneums, die seit dem Amtsantritt Johann Gottfried Gurlitts im Jahr zuvor ebenfalls Juden unterrichtete. Da ihm als Juden nach Schulabschluss nur ein Medizinstudium möglich war, strebte er dies zunächst an, besuchte jedoch auch einen von Gurlitt am Christianeum angebotenen Leistungskurs für Alte Sprachen. In dieser Klasse machte er Bekanntschaft mit Karl August Varnhagen von Ense. Er beendete die Schule 1809. Nach Schulabschluss konvertierte er, wahrscheinlich auf Anregung Gurlitts, wie sein Mitschüler August Neander zum lutherischen Glauben und ließ sich in Sankt Katharinen taufen. Damit einhergehend änderte er seinen Namen in Siegmund Imanuel.
Danach studierte Imanuel, der lebenslang auch finanziell von seinem Taufpaten Gurlitt gefördert wurde, Philologie an der Universität Göttingen und Leipzig, wo er 1813 promovierte. Da er in Hamburg nicht die erhoffte Lehrerstelle fand, unterrichtete er ab 1814 an einem Gymnasium in Hirschberg. Aufgrund seiner Leistungen bot man ihm in Schlesien wiederholt Lehrstellen an, die er jedoch ausschlug. Es ziehe ihn „mit Macht nach dem nordischen Vaterland“, so Imanuel in einem Schreiben an Gurlitt. 1822 wechselte er daher als Direktor an das Gymnasium in Minden. Er organisierte die Verwaltung der Bildungseinrichtung nach dem Vorbild seines Taufpaten und etablierte ein systematisches Verzeichnis der Schüler. Zur Weiterbildung der Lehrkräfte gab er – wie damals üblich – gedruckte Schulnachrichten und Schulprogramme heraus und hielt die Schüler in öffentlichen Veranstaltungen dazu an, Prüfungen und Deklamationen zu üben. 
Gegen restaurative Tendenzen hielt Imanuel ab 1820 am Humboldtschen Bildungsideal fest. Aus wirtschaftlichen Gründen führte er an seiner Schule als erstem Gymnasium in Westfalen 1838 Realklassen ein und begründete somit sowohl die spätere Schulform des Realgymnasiums als auch die des modernen humanistischen Gymnasiums. Als erster Leiter eines preußischen Gymnasiums machte er 1831 Schulsport zum Unterrichtsfach – ein Beispiel, dem zahlreiche gleichartige Bildungseinrichtungen später folgten. Indem er quellenbasiertes Arbeiten reiner „Faktenhuberei“ vorzog, reformierte er außerdem den Geschichtsunterricht grundlegend. Zu seinen Schülern zählt auch der Arzt Abraham Jacobi.
Siegmund Imanuel, der mehrere Gedichte unter dem Palindrom „Leunami“ verfasste, starb unverheiratet 1847 in Minden. In Minden erinnert seit 1880 die Immanuelstraße an ihn.